# 天門戰鬥
天門戰鬥發生於1932年5月2日－30日，地點則是在中國湖北省天门县张家场（在今天门市九真镇），中共方面又称为张家场战斗或九真张家场战斗，交戰一方為中華民國國民革命軍，另一方則為中國共產黨所領導之中國工農紅軍红三军。此次战斗，国军取得完全胜利，亦被认为是在夏曦主导下，红三军“得不偿失的消耗战”。
这是自5月初，国军对红军发起的刁汊湖戰鬥的另一戰場，戰鬥起初，「鄂豫皖剿匪軍左路」第44師師長蕭之楚急行佔領應城皂市，並以此為據點對天門猛攻。5月23日，贺龙段德昌和代政委宋盘铭率红三军主力，对皂市附近九真镇张家场一带的国军第44师132旅及补充团(分由44師長蕭之楚、徐源泉(湖北全省清郷督辦)率)发起袭击。29日，国军第44师131旅和补充一团从皂市来援，红军退至文家墩。30日，国家第10军特务团来援。红三军撤出战斗。国军131旅旅长于兆龙以下八百人伤亡。31日，国军出击至柳河，红三军主力已撤退。
张家场战斗遗址现已列入天门市爱国主义教育基地。